# Phaneros ruficeps
Phaneros ruficeps is een keversoort uit de familie netschildkevers (Lycidae). De wetenschappelijke naam van de soort werd in 1910 gepubliceerd door Jules Bourgeois.